# Milada Rádlová
Milada Rádlová, rozená Háchová, (10. ledna 1903 Praha – 19. prosince 1989 Praha) byla dcera československého prezidenta Emila Háchy a československá první dáma.

## Původ a dětství
Milada Rádlová se narodila 10. ledna 1903 jako jediné dítě manželům Marii a Emilu Háchovým. Její otec Emil Hácha vystudoval práva, v letech 1925–1938 vykonával funkci prvního prezidenta Nejvyššího správního soudu a v letech 1938–1945 byl československým a protektorátním prezidentem. Podle vlastních slov vyrůstala Milada Rádlová ve šťastné a harmonické rodině, která podporovala kulturu. Aktivně se věnovala sportu, vynikala zejména v jízdě na koni a v tenise.

## Do roku 1938
Po maturitě na obchodní akademii pracovala jako bankovní úřednice. Dne 10. prosince 1927 se provdala za Zdeňka Rádla (1896–1952), místotajemníka Nejvyššího správního soudu a zároveň otcova blízkého spolupracovníka. Rok 1938 přinesl v jejím životě několik zásadních změn. Dne 6. února 1938 jí zemřela matka Marie a brzy poté se rozpadlo i její manželství. Hlavním důvodem byla údajně bezdětnost. Milada žila po rozvodu v pražských Střešovicích ve společné domácnosti se svým otcem, kterému vedla domácnost.

## Dcera prezidenta 1938–1945
Po abdikaci prezidenta Edvarda Beneše hledali českoslovenští političtí představitelé vhodného nástupce. Jedním z oslovených se stal také Emil Hácha, který však kandidaturu zprvu odmítal a navíc plánoval odchod do penze. Dcera Milada jej v tomto podporovala a později prý prohlásila, že kdyby maminka žila, otec by se nikdy prezidentem nestal. Emil Hácha nakonec kandidaturu na prezidentský post přijal a 30. listopadu 1938 jej Národní shromáždění zvolilo prezidentem Česko-Slovenska. Milada Rádlová od této chvíle plnila roli obdobnou pozici první dámy. Spolu s otcem přesídlila začátkem prosince na Pražský hrad, od roku 1941 však pobývali převážně na zámku v Lánech. Milada Rádlová byla svému otci oporou po celou dobu prezidentské funkce a zvláště po roce 1943, kdy se jeho zdravotní stav prudce zhoršoval, za něj převzala řadu povinností. Z titulu své neformální funkce se věnovala především charitativní činnosti a podporovala odbojovou činnost, podle svědectví zámecké komorné dokonce jednou pozvala na zámek partyzány. Scházela se se zástupci domácího odboje, kterým předávala informace z prezidentské kanceláře a také peníze. Svým okolím byla hodnocena kladně pro svou mírnou a přívětivou povahu, podle pamětníků byla velmi inteligentní a vtipná. Pevně věřila v obnovení Československa a poslouchala zahraniční rozhlas.

## Po druhé světové válce
Bezprostředně po skončení druhé světové války byl Emil Hácha 13. května 1945 z příkazu ministerstva vnitra zatčen a z lánského zámku převezen do vězeňské nemocnice na Pankráci. Milada Rádlová musela zámek narychlo opustit jen s několika osobními věcmi a policisté ji odvezli do Prahy před kavárnu na Letné. Ze dne na den se tak ocitla bez domova a bez finančních prostředků. V této situaci jí pomohl bývalý manžel, ačkoliv byl již podruhé ženatý, a poskytl jí bydlení. Doprovodil ji rovněž na otcův pohřeb, který se konal v utajení a pod dohledem policie 30. června 1945. V dalších letech žila Milada Rádlová na Letné a pracovala jako švadlena a prodavačka. Zemřela v léčebně dlouhodobě nemocných 19. prosince 1989 ve věku 86 let. Dne 29. prosince byla pohřbena do rodinné hrobky na pražském Vinohradském hřbitově.

## Galerie

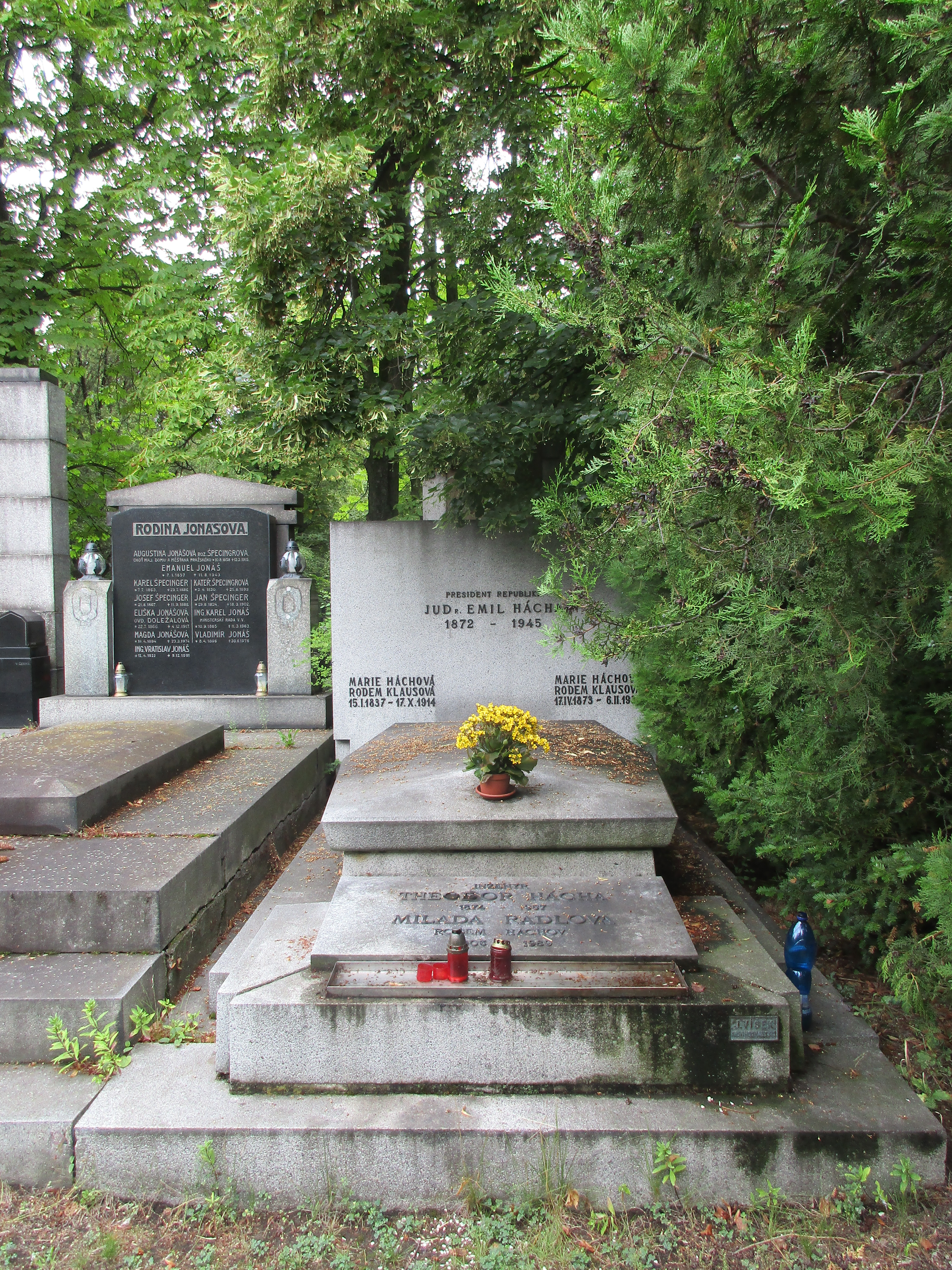
Hrobka rodiny Háchových